# Mistrzostwa świata w żeglarstwie (klasa 470)

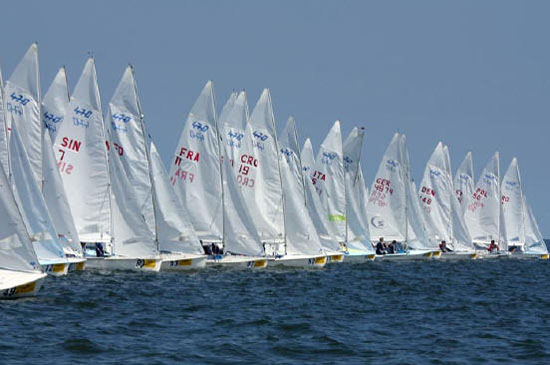
Jachty należące do klasy 470

Mistrzostwa świata w klasie 470 organizowane są przez Międzynarodową Federację Żeglarską od 1970 roku. Do 1984 roku miały one charakter otwarty. Później wprowadzono podział na konkurencje męskie i żeńskie. Edycje mistrzostw rozgrywane w roku przedolimpijskich stanowią jednocześnie okazję do zdobycia kwalifikacji olimpijskiej. Regaty w klasie 470 są konkurencją olimpijską od 1976 r.

## Medaliści

### Open
| Rok  | Kraj              | Miejsce        | Zwycięzca                           | 2. miejsce                              | 3. miejsce                                 | Startujących   |
| ---- | ----------------- | -------------- | ----------------------------------- | --------------------------------------- | ------------------------------------------ | -------------- |
| 1970 | Francja           | Lacanau        | Yves Carr / Hervé Carr              | Philippe Follenfant / Hubert Follenfant | Didier Poisson / Denis Londeix             |                |
| 1971 | Belgia            | Ostenda        | Tom van Essen / Wouter van Essen    | Philippe Follenfant / Hubert Follenfant | Bruno Demartial / Bernard Demartial        |                |
| 1972 | Kanada            | Montreal       | Sjoerd Vollebregt / Erik Vollebregt | Philippe Follenfant / Hubert Follenfant | Tom van Essen / Wouter van Essen           |                |
| 1973 | Niemcy            | Kilonia        | Henrik Söderlund / Age Börresen     | Peter Commette / Michael Loeb           | Joop van Werkhoven / Robert van Werkhoven  |                |
| 1974 | Stany Zjednoczone | Naples         | Toño Gorostegui / Manuel Albalat    | Philippe Lecrit / Dominique Duvallet    | Juan Santana / Francisco Colom             |                |
| 1975 | Stany Zjednoczone | Nowy Jork      | Marc Laurent / Roger Surmin         | Philippe Follenfant / Hubert Follenfant | Jean-Francois Fountaine / Claire Fountaine |                |
| 1976 | nie odbyły się    | nie odbyły się | nie odbyły się                      | nie odbyły się                          | nie odbyły się                             | nie odbyły się |
| 1977 | Japonia           | Shizuoka       | David Ullman / Tom Linskey          | Katsunori Komatsu / Yasuyuki Hakomori   | Mark Paterson / David Mackay               |                |
| 1978 | Szwecja           | Marstrand      | David Ullman / Tom Linskey          | Gerry Roufs / Charles Robitaille        | John Pudenz / Ulrich Kittmann              |                |
| 1979 | Holandia          | Medemblik      | Miyuki Kay / Ryo Komiya             | Laurent Delage / Claude Wattine         | Stephane Richer / Philippe Claude          |                |
| 1980 | Brazylia          | Porto Alegre   | David Ullman / Tom Linskey          | Laurent Delage / Herv‚ Wattine          | Stephane Richer / Philippe Claude          |                |
| 1981 | Francja           | Quiberon       | David Barnes / Hamish Willcox       | Steve Benjamin / Karl Steinfeld         | Tommaso Chieffi / Enrico Chieffi           |                |
| 1982 | Portugalia        | Cascais        | Jörn Borowski / Eckbert Swensson    | Daniel Peponnet / Pascal Champaloux     | David Barnes / Hamish Willcox              |                |
| 1983 | Wielka Brytania   | Weymouth       | David Barnes / Hamish Willcox       | Wolfgang Hunger / Jochen Hunger         | Shimshon Brokman / Eitan Friedlander       |                |
| 1984 | Nowa Zelandia     | Auckland       | David Barnes / Hamish Willcox       | Chris Dickson / Joe Allen               | Peter Evans / Sean Reeves                  |                |

### Zawody ekip męskich i mieszanych
| Rok  | Lokalizacja  | Złoto                                            | Srebro                                                 | Brąz                                              |
| ---- | ------------ | ------------------------------------------------ | ------------------------------------------------------ | ------------------------------------------------- |
| 1985 | Carrara      | Włochy · Tommaso Chieffi · Enrico Chieffi        | Francja · Thierry Péponnet · Luc Pillot                | NRD · Jörn Borowski · Mathias Gall                |
| 1986 | Salou        | Francja · Thierry Péponnet · Luc Pillot          | RFN · Wolfgang Hinger · Jochen Hunger                  | RFN · Ludger Hüttermann · Nils Körte              |
| 1987 | Kilonia      | NRD · Bernd Hoeft · Falko Bier                   | Włochy · Pietro d'Ali · Giuseppe Cojana                | NRD · Jürgen Brietzke · Ekkehard Schulz           |
| 1988 | Hajfa        | Wielka Brytania · Nigel Buckley · Peter Newlands | Włochy · Snadro Montefusco · Paolo Montefusco          | Stany Zjednoczone · John Shadden · Charlie McKee  |
| 1989 | Tsu          | Japonia · Tomoaki Tsutsumi · Nobuhiro Tsutsumi   | Hiszpania · Jordi Calafat · Kiko Sanchez-Luna          | Japonia · Kenji Nakamura · Masayuki Takahashi     |
| 1990 | Medemblik    | RFN · Wolfgang Hunger · Rolf Schmidt             | Hiszpania · Jordi Calafat · Kiko Sanchez-Luna          | Francja · Olivier Ponthieu · Gilles Espinasse     |
| 1991 | Brisbane     | Niemcy · Wolfgang Hunger · Rolf Schmidt          | Holandia · Lankhorst Taselaar · Benny Kouwenhoven      | Wielka Brytania · Paul Brotherton · Andy Hemmings |
| 1992 | Rota         | Hiszpania · Jordi Calafat · Francisco Sanchez    | Włochy · Matteo Ivaldi · Michele Ivaldi                | Finlandia · Perti Leskinen · Mika Aarnikka        |
| 1993 | Crozon       | Hiszpania · Jordi Calafat · Kiko Sanchez-Luna    | Francja · Jean F. Berthet · Gwenael Berthet            | Izrael · Shay Bachar · Shamchs Erze               |
| 1994 | Helsinki     | Holandia · Ben Kouwenhoven · Jan Kouwenhoven     | Japonia · Kenji Nakamura · Masato Takaki               | Szwecja · Markus Westerlind · Henrik Wallin       |
| 1995 | Toronto      | Grecja · Andreas Kosmatopoulos · Costas Trigonis | Włochy · Matteo Ivaldi · Michelle Ivaldi               | Izrael · Ran Shental · Nir Shental                |
| 1996 | Porto Alegre | Holandia · Ben Kouwenhoven · Jan Kouwenhoven     | Wielka Brytania · John Merricks · Ian Walker           | Japonia · Kenji Nakamura · Masato Takaki          |
| 1997 | Tel Awiw     | Finlandia · Petri Leskinen · Kristian Heinila    | Portugalia · Hugo Rocha · Nuno Barreto                 | Szwecja · Marcus Westerlind · Henrik Wallin       |
| 1998 | Majorka      | Francja · Gildas Philippe · Tanguy Cariou        | Słowenia · Tomaz Copi · Mitja Margon                   | Szwecja · Johan Molund · Mattias Rahm             |
| 1999 | Melbourne    | Francja · Benoit Petit · Jean-Francois Cuzon     | Szwecja · Johan Molund · Mattias Rahm                  | Polska · Tomasz Stańczyk · Tomasz Jakubiak        |
| 2000 | Balaton      | Australia · Tom King · Mark Turnbull             | Francja · Gildas Philippe · Tanguy Cariou              | Ukraina · Jewhen Brasławeć · Ihor Matwijenko      |
| 2001 | Koper        | Ukraina · Jewhen Brasławeć · Ihor Matwijenko     | Wielka Brytania · Nick Rogers · Joe Glanfield          | Australia · Nathan Wilmot · Malcolm Page          |
| 2002 | Cagliari     | Nowa Zelandia · Simon Cooke · Peter Nicholas     | Grecja · Andreas Kosmatopoulos · Konstantinos Trigonis | Hiszpania · Gustavo Martinez · Tunte Cantero      |

### Zawody męskie
| Rok  | Lokalizacja   | Złoto                                       | Srebro                                           | Brąz                                              |
| ---- | ------------- | ------------------------------------------- | ------------------------------------------------ | ------------------------------------------------- |
| 2003 | Rota          | Włochy · Gabrio Zandonà · Andrea Trani      | Australia · Nathan Wilmot · Malcolm Page         | Hiszpania · Gustavo Martinez Doreste · Dimas Wood |
| 2004 | Zadar         | Australia · Nathan Wilmot · Malcolm Page    | Szwecja · Johan Molund · Martin Andersson        | Wielka Brytania · Nick Rogers · Joe Glanfield     |
| 2005 | San Francisco | Australia · Nathan Wilmot · Malcolm Page    | Wielka Brytania · Nick Rogers · Joe Glanfield    | Francja · Gildas Philippe · Nicolas Leberre       |
| 2006 | Rizhao        | Wielka Brytania · Nic Asher · Elliot Willis | Australia · Nathan Wilmot · Malcolm Page         | Izrael · Gideon Kliger · Udi Gal                  |
| 2007 | Cascais       | Australia · Nathan Wilmot · Malcolm Page    | Holandia · Sven Coster · Kalle Coster            | Izrael · Gideon Kliger · Udi Gal                  |
| 2008 | Melbourne     | Wielka Brytania · Nic Asher · Elliot Willis | Portugalia · Álvaro Marinho · Miguel Nunes       | Izrael · Gideon Kliger · Udi Gal                  |
| 2009 | Kopenhaga     | Chorwacja · Šime Fantela · Igor Marenić     | Wielka Brytania · Luke Patience · Stuart Bithell | Japonia · Ryunosuke Harada · Yuugo Yoshida        |
| 2010 | Haga          | Australia · Mathew Belcher · Malcolm Page   | Francja · Nicholas Charbonnier · Baptiste Meyer  | Chorwacja · Šime Fantela · Igor Marenić           |
| 2011 | Perth         | Australia · Matthew Belcher · Maloclm Page  | Wielka Brytania · Luke Patience · Stuart Bithell | Chorwacja · Šime Fantela · Igor Marenić           |
| 2012 | Barcelona     | Australia · Matthew Belcher · Malcolm Page  | Francja · Pierre Leboucher · Vincent Garos       | Chorwacja · Šime Fantela · Igor Marenić           |
| 2013 | La Rochelle   | Australia · Matthew Belcher · Will Ryan     | Francja · Pierre Leboucher · Nicolas Le Berre    | Grecja · Panajotis Mandis · Pawlos Kajalis        |
| 2014 | Santander     | Australia · Matthew Belcher · Will Ryan     | Francja · Pierre Leboucher · Nicolas Le Berre    | Chorwacja · Šime Fantela · Igor Marenić           |
| 2015 | Hajfa         |                                             |                                                  |                                                   |

### Zawody kobiece
| Rok  | Lokalizacja   | Złoto                                                  | Srebro                                               | Brąz                                                 |
| ---- | ------------- | ------------------------------------------------------ | ---------------------------------------------------- | ---------------------------------------------------- |
| 1985 | Carrara       | Kanada · Karen Johnson · Gail Johnson                  | Holandia · Tonny Vooren · Henneke Stavenuiter        | Włochy · Paola Porta · Anna Barabino                 |
| 1987 | Kilonia       | RFN · Susanne Meyer · Katrin Adlkofer                  | Stany Zjednoczone · Pease Herndon · Cindy Goff       | NRD · Susanne Theel · Silke Preuá                    |
| 1988 | Hajfa         | Szwecja · Marit Söderström · Birgitta Bengtsson        | Stany Zjednoczone · Lisa Niece · Patricia Raymond    | Stany Zjednoczone · J.J. Isler · Amy Wardell         |
| 1989 | Tsu           | RFN · Susanne Meyer · Katrin Adlkofer                  | Nowa Zelandia · Lesile Egnot · Jan Shearer           | Wielka Brytania · S. Rees Jones · S. Hay             |
| 1990 | Medemblik     | RFN · Tanja Stemmler · Sabine Lenkmann                 | NRD · Peggy Hardwiger · Christiana Pinnow            | Hiszpania · Nuria Bover · Irene Martin               |
| 1991 | Brisbane      | Stany Zjednoczone · J.J. Isler · Pamela Healy          | ZSRR · Łarysa Moskalenko · Ołena Pacholczyk          | Niemcy · Susanne Peters · Wibke Bulle                |
| 1992 | Rota          | Hiszpania · Teresa Zabell · Patricia Guerra            | Japonia · Yumiko Shige · Alicia Kinoshita            | Włochy · Maria Quarra · Anna Barabino                |
| 1993 | Crozon        | Niemcy · Ines Bohn · Sabine Rohatzsch                  | Hiszpania · Theresa Zabell · Patricia Guerra         | Włochy · Frederica Salva · Emanuela Sossi            |
| 1994 | Helsinki      | Niemcy · Ines Bohn · Sabine Rohatzsch                  | Niemcy · Susanne Bauckholt · Katrin Adlkofer         | Niemcy · Peggy Hardwiger · Christina Pinnow          |
| 1995 | Toronto       | Hiszpania · Theresa Zabell · Begoña Vía-Dufresne       | Ukraina · Rusłana Taran · Ołena Pacholczyk           | Japonia · Yumiko Shige · Alicia Konoshita            |
| 1996 | Porto Alegre  | Hiszpania · Theresa Zabell · Begoña Vía-Dufresne       | Niemcy · Susanne Bauckholt · Katrin Adlkofer         | Niemcy · Nicole Birkner · Wibke Bülle                |
| 1997 | Tel Awiw      | Ukraina · Rusłana Taran · Ołena Pacholczyk             | Niemcy · Nicola Birkner · Wibke Bülle                | Ukraina · Włada Krachun · Natalija Gaponowicz        |
| 1998 | Majorka       | Ukraina · Rusłana Taran · Ołena Pacholczyk             | Dania · Susanne Ward · Michaela Ward                 | Niemcy · Nicola Birkner · Wibke Bülle                |
| 1999 | Melbourne     | Ukraina · Rusłana Taran · Ołena Pacholczyk             | Dania · Susanne Ward · Michaela Ward                 | Włochy · Frederica Salva · Emanuela Sossi            |
| 2000 | Balaton       | Grecja · Sofia Bekatoru · Emilia Tsulfa                | Australia · Jenny Armstrong · Belinda Stowell        | Hiszpania · Natalia Vía-Dufresne · Sandra Azón       |
| 2001 | Koper         | Grecja · Sofia Bekatoru · Emilia Tsulfa                | Australia · Jenny Armstrong · Belinda Stowell        | Hiszpania · Natalia Vía-Dufresne · Sandra Azón       |
| 2002 | Cagliari      | Grecja · Sofia Bekatoru · Emilia Tsulfa                | Holandia · Lisa Westerhof · Margriet Matthijsse      | Francja · Ingrid Petitjean · Nadège Douroux          |
| 2003 | Rota          | Grecja · Sofia Bekatoru · Emilia Tsulfa                | Francja · Ingrid Petitjean · Nadège Douroux          | Rosja · Włada Iljenko · Natalija Gaponowicz          |
| 2004 | Zadar         | Szwecja · Therese Torgersson · Vendela Zachrisson      | Słowenia · Vesna Dekleva · Klara Maučec              | Izrael · Nike Kornceki · Vered Buskila               |
| 2005 | San Francisco | Holandia · Marcelien de Koning · Lobke Berkhout        | Wielka Brytania · Christina Bassadone · Saskia Clark | Francja · Ingrid Petitjean · Nadège Douroux          |
| 2006 | Rizhao        | Holandia · Marcelien de Koning · Lobke Berkhout        | Japonia · Ai Kondo · Naoko Kamata                    | Szwecja · Therese Torgersson · Vendela Zachrisson    |
| 2007 | Cascais       | Holandia · Marcelien de Koning · Lobke Berkhout        | Francja · Ingrid Petitjean · Nadège Douroux          | Wielka Brytania · Christina Bassadone · Saskia Clark |
| 2008 | Melbourne     | Stany Zjednoczone · Erin Maxwell · Isabelle Kinsolving | Włochy · Giulia Conti · Giovanna Micol               | Australia · Elise Rechichi · Tessa Parkinson         |
| 2009 | Kopenhaga     | Holandia · Lisa Westerhof · Lobke Berkhout             | Hiszpania · Tara Pacheco · Berta Betanzos            | Francja · Ingrid Petitjean · Nadège Douroux          |
| 2010 | Haga          | Holandia · Lisa Westerhof · Lobke Berkhout             | Nowa Zelandia · Jo Aleh · Olivia Powrie              | Włochy · Giulia Conti · Giovanna Micol               |
| 2011 | Perth         | Hiszpania · Tara Pacheco · Berta Betanzos              | Wielka Brytania · Hannah Mills · Saskia Clark        | Nowa Zelandia · Jo Aleh · Olivia Powrie              |
| 2012 | Barcelona     | Wielka Brytania · Hannah Mills · Saskia Clark          | Francja · Camille Lecointre · Mathilde Geron         | Holandia · Lisa Westerhof · Lobke Berkhout           |
| 2013 | La Rochelle   | Nowa Zelandia · Jo Aleh · Olivia Powrie                | Austria · Lara Vadlau · Jolanta Ogar                 | Chiny · Wang Xiaoli · Huang Xufeng                   |
| 2014 | Santander     | Austria · Lara Vadlau · Jolanta Ogar                   | Nowa Zelandia · Jo Aleh · Olivia Powrie              | Wielka Brytania · Hannah Mills · Saskia Clark        |
| 2015 | Hajfa         |                                                        |                                                      |                                                      |

## Klasyfikacja medalowa
| Miejsce | Państwo           | Złoto | Srebro | Brąz | Razem |
| ------- | ----------------- | ----- | ------ | ---- | ----- |
| 1.      | Holandia          | 9     | 4      | 3    | 16    |
| 2.      | Australia         | 9     | 4      | 2    | 15    |
| 3.      | Hiszpania         | 7     | 4      | 6    | 17    |
| 4.      | Francja           | 5     | 17     | 10   | 32    |
| 5.      | Nowa Zelandia     | 5     | 4      | 4    | 13    |
| 6.      | Stany Zjednoczone | 5     | 4      | 2    | 11    |
| 7.      | Grecja            | 5     | 1      | 1    | 7     |
| 8.      | Wielka Brytania   | 4     | 7      | 5    | 16    |
| 9.      | Ukraina           | 4     | 1      | 2    | 2     |
| 10.     | Niemcy            | 3     | 3      | 4    | 10    |
| 11.     | RFN               | 3     | 2      | 2    | 7     |
| 12.     | NRD               | 3     | 1      | 3    | 7     |
| 13.     | Włochy            | 2     | 5      | 6    | 13    |
| 14.     | Japonia           | 2     | 4      | 4    | 10    |
| 15.     | Szwecja           | 2     | 2      | 4    | 8     |
| 16.     | Chorwacja         | 1     | 1      | 4    | 6     |
| 17.     | Kanada            | 1     | 1      | 0    | 2     |
| 17.     | Austria           | 1     | 1      | 0    | 2     |
| 19.     | Dania             | 1     | 2      | 1    | 4     |
| 20.     | Finlandia         | 1     | 0      | 1    | 2     |
| 21.     | Portugalia        | 0     | 2      | 0    | 2     |
| 22.     | Słowenia          | 0     | 2      | 0    | 2     |
| 23.     | ZSRR              | 0     | 1      | 0    | 1     |
| 24.     | Izrael            | 0     | 0      | 7    | 7     |
| 25.     | Polska            | 0     | 0      | 1    | 1     |
| 25.     | Rosja             | 0     | 0      | 1    | 1     |
| 25.     | Chiny             | 0     | 0      | 1    | 1     |
| Razem   | Razem             | 73    | 73     | 73   | 219   |